# مایک نیوول (کارگردان)
مایکل کورماک «مایک» نیوول (به انگلیسی: Michael Cormac "Mike" Newell) (متولد ۲۸ مارس ۱۹۴۲) کارگردان سینما و تلویزیون اهل بریتانیا است.

## جوایز
- برنده جایزه بفتا بهترین کارگردانی برای فیلم چهار عروسی و یک عزا (۱۹۹۴)

## فیلم‌شناسی
- مردی با ماسک آهنین (۱۹۷۷)
- آوریل افسون‌شده (۱۹۹۲)
- به سوی غرب (۱۹۹۲)
- چهار عروسی و یک عزا (۱۹۹۴)
- دانی براسکو (۱۹۹۷)
- لبخند مونا لیزا (۲۰۰۳)
- هری پاتر و جام آتش (۲۰۰۵)
- عشق سال‌های وبا (۲۰۰۷)
- شن‌های زمان (۲۰۱۰)
- آرزوهای بزرگ (۲۰۱۲)
- انجمن ادبی و پای پوست سیب‌زمینی گرنزی (۲۰۱۸)